# 7741 Fedoseev
A 7741 Fedoseev (ideiglenes jelöléssel 1983 RR4) a Naprendszer kisbolygóövében található aszteroida. Ljudmila Georgijevna Karacskina fedezte fel 1983. szeptember 1-én.